# Памятник труженикам тыла (Благовещенск)
Памятник труженикам тыла — памятник в городе Благовещенске Амурской области.

## История
Монумент был торжественно открыт 8 мая 2015 года на площади Победы в столице Приамурья. Инициатором появления в городе этого памятника стала почетный житель Благовещенска — Мария Гапоненко (1922—2014). Изготовление и установка памятника обошлись в 4,3 миллиона рублей — около двух миллионов было выделено из областного бюджета по программе развития и сохранения культуры и искусства в Амурской области, почти 2,9 миллиона собрали благотворители. На торжественной церемонии присутствовали ветераны войны и труженики тыла. Также в ней принимали участие гости из Китая, в том числе ветераны боевых действий. Собравшихся поздравили: исполняющий обязанности Губернатора Амурской области — Александр Козлов и исполняющая обязанности мэра Благовещенска — Валентина Калита.

## Описание
Монумент создан по проекту художника и скульптора Александра Бурганова. Представляет собой продолжение уже имеющейся на этой площади стелы, посвящённой воинам Великой Отечественной войны. На монументе из белого камня большой длины изображены барельефы лиц женщины, пожилого мужчины и подростка — кто с неме́ньшим напряжением сил, чем бойцы на фронте, трудился в колхозах и на заводах во время войны. На поверхности памятника имеются две мемориальные плиты с надписями: «Объединенные единой волей мужчины и женщины, дети и старики совершили в тылу подвиг, равного которому не знала история» и «Слава труженикам тыла, своим героическим трудом приблизившим День Великой Победы!». Объединяет стелы обелиск посредине, облицованный плитами из коричневого гранита. Вверху обелиска находится памятный знак «ТРУЖЕНИКАМ ТЫЛА», в центре — табличка «1941−1945». Площадка вокруг монумента выложена тротуарной плиткой. Летом 2019 года весь монумент был отреставрирован.
В Благовещенске на территории судостроительного завода также имеется памятника воинам и труженикам тыла, который выполнен в стиле городского памятника труженикам тыла: также две стелы объединены обелиском посредине. После реконструкции на памятнике установлены мемориальные таблички с именами работников судостроительного завода, участвовавших в Великой Отечественной войне, а также тех, кто приближал победу, работая в тылу — на двух досках высечено более ста фамилий.